# Zhi Yun Zhang
Zhi Yun Zhang (translitera del 张志耘) (Pekín, 1950) es una profesora, y botánica china.

## Algunas publicaciones
- a.m. Lu, zhi y. Zhang. 1986. Flora Sinicae 73 (1): 207, f. 53
- ---------, --------------. 1984. The genus Siraitia Merr. in China. Guihaia 4: 27-33